# Sauroter

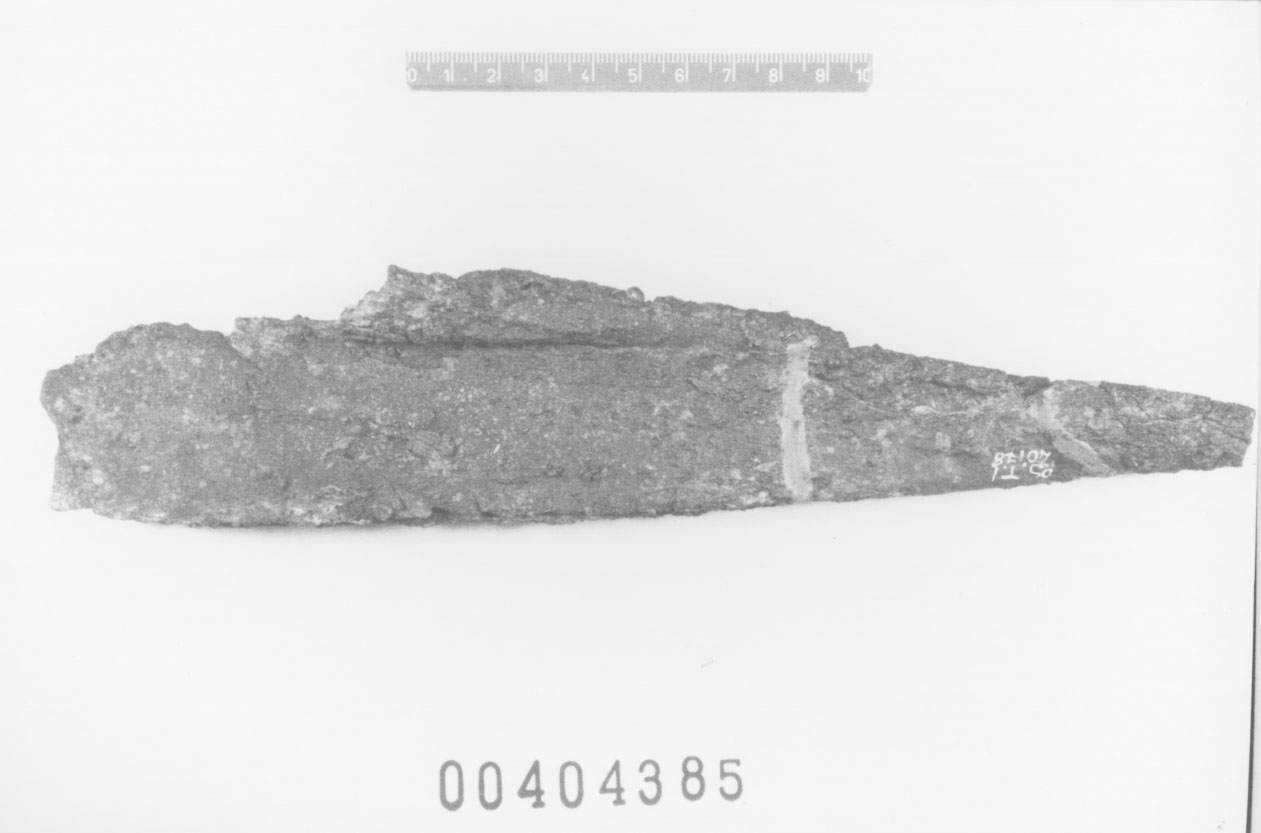
Sauroter, forgiatura in ferro, VI, V, 599-500 a.c. tomba 1, Localita' Stallone, Necropoli di Poggio Sommavilla, SBALazio etruria meridionale, Tivoli, ICCD13537832 404385, Valle del Tevere

Il sauroter (in greco antico "Uccisore di lucertole") era il tallone in metallo dell'asta della dory, la lancia degli opliti dell'antica Grecia. Talvolta veniva munito di una punta per consentire di conficcare la lancia dritta nel terreno nei periodi di riposo. Inoltre, poteva fungere da "riserva" nel caso in cui un colpo troppo violento avesse distrutto la cuspide vera e propria dell'arma.